# Wolodymyr Wirtschis
Wolodymyr Wolodymyrowytsch Wirtschis (ukrainisch Володимир Володимирович Вірчіс, oft auch in der russischen Namensform Владимир Вирчис Wladimir Wirtschis; * 18. August 1973 in Kachowka, Ukrainische SSR; † 28. Januar 2022 in Kiew) war ein ukrainischer Schwergewichtsboxer.
Wirtschis wurde 1999 erst im Alter von 26 Jahren in der Ukraine Boxprofi. Er schlug viele seiner ersten Gegner K. o., musste aber 2003 mit dem ersten bekannteren Gegner Julius Francis über die Runden gehen.
Respekt verschaffte er sich 2005 durch einen K. o. in der letzten Runde über seinen Landsmann Taras Bidenko, als er nach Punkten deutlich zurücklag. Bidenko hatte zuvor mit einer Punktniederlage gegen Nikolai Walujew in seinem vierten Profikampf nur einmal verloren.
Im gleichen Jahr besiegte Wirtschis dann umstritten den ehemaligen englischen Meister Michael Sprott nach Punkten. Danach schlug er Cliff Couser nach Punkten.
2006 erlitt er selbst gegen den ungeschlagenen, früheren Amateurstar Ruslan Chagayev eine umstrittene Punktniederlage. Im nächsten Kampf konnte er dennoch um die Europameisterschaft boxen und besiegte den Titelverteidiger Paolo Vidoz durch K. o. In einem WM-Ausscheidungskampf der WBC am 27. September 2008 gegen Juan Carlos Gómez verlor er in zwölf Runden nach Punkten. Gómez seinerseits verlor den darauffolgenden Kampf um die WBC-Krone gegen Vitali Klitschko am 21. März 2009 durch TKO in Runde 9.
Im Januar 2022 erhängte er sich.